# OR6S1
OR6S1 (англ. Olfactory receptor family 6 subfamily S member 1) – білок, який кодується однойменним геном, розташованим у людей на короткому плечі 14-ї хромосоми. Довжина поліпептидного ланцюга білка становить 331 амінокислот, а молекулярна маса — 36 127.
| 10         |  | 20         |  | 30         |  | 40         |  | 50         |
| ---------- |  | ---------- |  | ---------- |  | ---------- |  | ---------- |
| MSPDGNHSSD |  | PTEFVLAGLP |  | NLNSARVELF |  | SVFLLVYLLN |  | LTGNVLIVGV |
| VRADTRLQTP |  | MYFFLGNLSC |  | LEILLTSVII |  | PKMLSNFLSR |  | QHTISFAACI |
| TQFYFYFFLG |  | ASEFLLLAVM |  | SADRYLAICH |  | PLRYPLLMSG |  | AVCFRVALAC |
| WVGGLVPVLG |  | PTVAVALLPF |  | CKQGAVVQHF |  | FCDSGPLLRL |  | ACTNTKKLEE |
| TDFVLASLVI |  | VSSLLITAVS |  | YGLIVLAVLS |  | IPSASGRQKA |  | FSTCTSHLIV |
| VTLFYGSAIF |  | LYVRPSQSGS |  | VDTNWAVTVI |  | TTFVTPLLNP |  | FIYALRNEQV |
| KEALKDMFRK |  | VVAGVLGNLL |  | LDKCLSEKAV |  | K          |  |            |

A: Аланін

C: Цистеїн

D: Аспарагінова кислота

E: Глутамінова кислота

F: Фенілаланін

G: Гліцин

H: Гістидин

I: Ізолейцин

K: Лізин

L: Лейцин

M: Метіонін

N: Аспарагін

P: Пролін

Q: Глутамін

R: Аргінін

S: Серин

T: Треонін

V: Валін

W: Триптофан

Кодований геном білок за функціями належить до рецепторів, g-білокспряжених рецепторів, білків внутрішньоклітинного сигналінгу. 
Локалізований у клітинній мембрані, мембрані.